# Wissadula subpeltata
Wissadula subpeltata är en malvaväxtart som först beskrevs av Carl Ernst Otto Kuntze, och fick sitt nu gällande namn av R. E. Fries. Wissadula subpeltata ingår i släktet Wissadula och familjen malvaväxter. Inga underarter finns listade i Catalogue of Life.